# 蒙特斯克拉罗斯
蒙特斯克拉罗斯，是西班牙卡斯蒂利亚-拉曼恰托莱多省的一个市镇。总面积21平方公里，总人口414人（2001年），人口密度20人/平方公里。